# Cầy mangut mảnh Angola
Galerella flavescens là một loài động vật có vú trong họ Cầy mangut, bộ Ăn thịt. Loài này được Bocage mô tả năm 1889.
Loài này sinh sống ở miền nam châu Phi, đặc biệt là Angola và Namibia. Chúng sinh sống ở các thảo nguyên và tránh sa mạc và rừng rậm.

## Hình ảnh

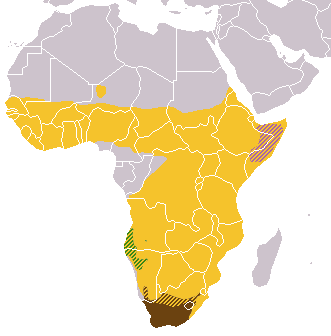